# Општина Палтин (Вранча)
Палтин (рум. Paltin) општина је у Румунији у округу Вранча.
Oпштина се налази на надморској висини од 519 m.